# Station Iver
Station Iver is een spoorwegstation aan de Great Western Main Line in de Engelse plaats Richings Park, Buckinghamshire. Het is gelegen in de gemeente South Bucks.

## Geschiedenis
Het station ligt aan het eerste deel van de Great Western Railway dat op 4 juni 1838 werd geopend, echter zonder station bij Iver dat er pas in 1924 kwam. 
Op dit deel van de lijn werden de eerste proeven gedaan met de locomotief North Star, hetgeen in herinnering wordt gehouden door de Pub in Thorney met de naam North Star Iver. William Stallybrass, directeur van Brasenose College in Oxford, tevens vice-kanselier van de Universiteit van Oxford, stierf in een spoorwegongeluk toen hij in 1948 uit een rijdende trein in de buurt van het station stapte. Hij was op dat moment bijna blind.
Iver was in de plannen van Crossrail opgenomen als onderdeel van hun oost-west lijn, de Elizabeth line. De bouw van de Elizabeth line begon in 2008 en zou eind 2018 geopend worden. Het bovengrondse deel van deze lijn ten westen van de stad bestaat uit bestaande spoorlijnen en stations, waaronder Iver, die zijn aangepast voor stadsgewestelijk verkeer. Hiertoe werd de lijn in 2017 onder de draad gebracht en werd het beheer van het station overgedragen aan MTR Crossrail. 

## Ligging en inrichting
Het station ligt in Iver in de wijk Richings Park aan de Bathurst Walk op 23,7 km ten westen van Paddington langs de Great Western Main Line. Vooruitlopend op de, vertraagde, opening van de Elizabeth line nam Transport for London op 15 december 2019 de stadsgewestelijke diensten ten westen van Paddington onder haar hoede onder de naam TfL-Rail. Naast de elektrificatie van de lijn werd ook een nieuw stationsgebouw, met een loket, OV-poortjes en een invalidentoilet opgetrokken. 
De ingezette treinstellen zijn van de class 345 Aventra van negen bakken. De perrons zijn echter geschikt voor zes bakken, zodat bij de stop in Iver de deuren van de achterste drie gesloten blijven. 

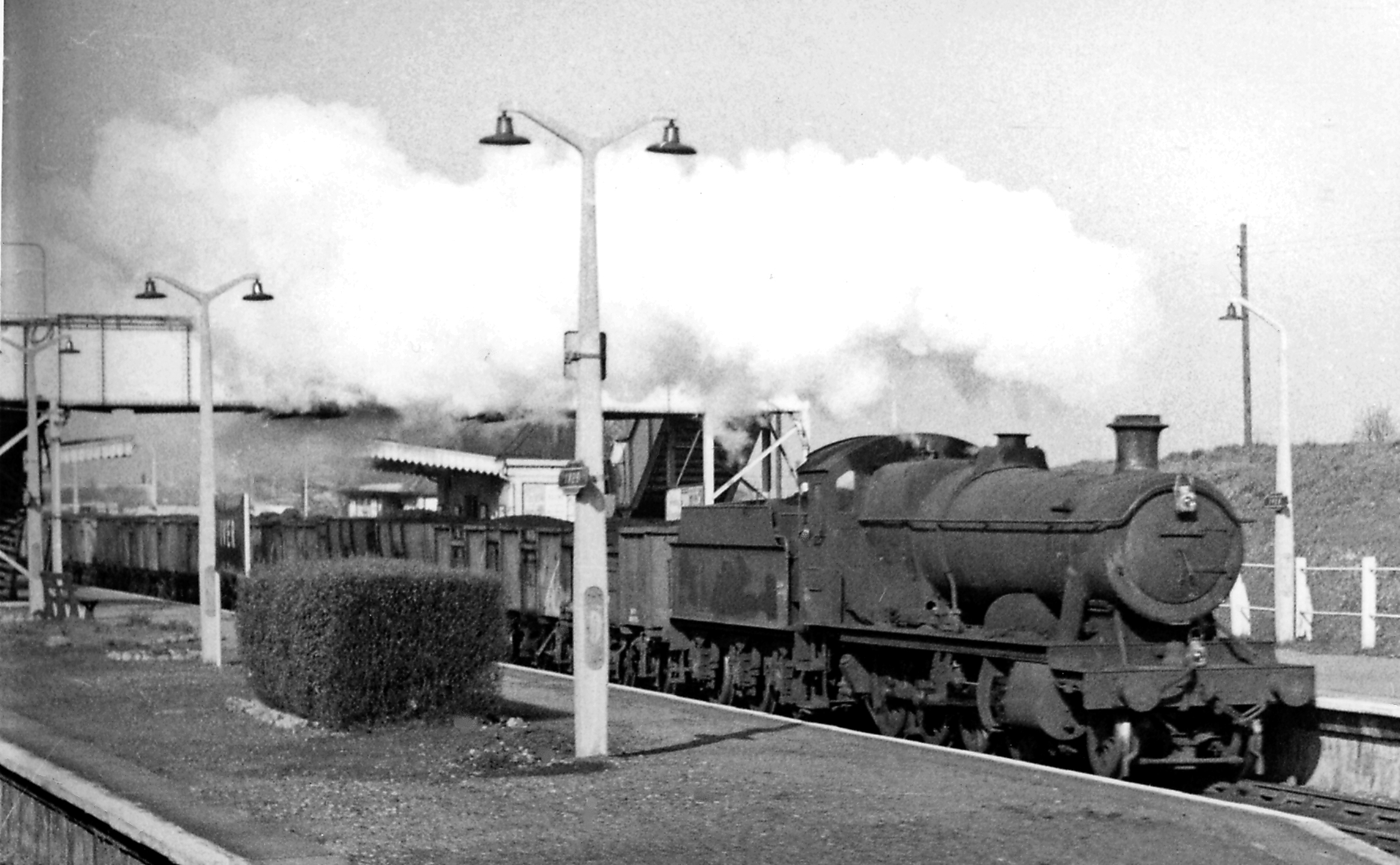
Een kolentrein rijdt in 1962 op weg naar Londen door Iver .
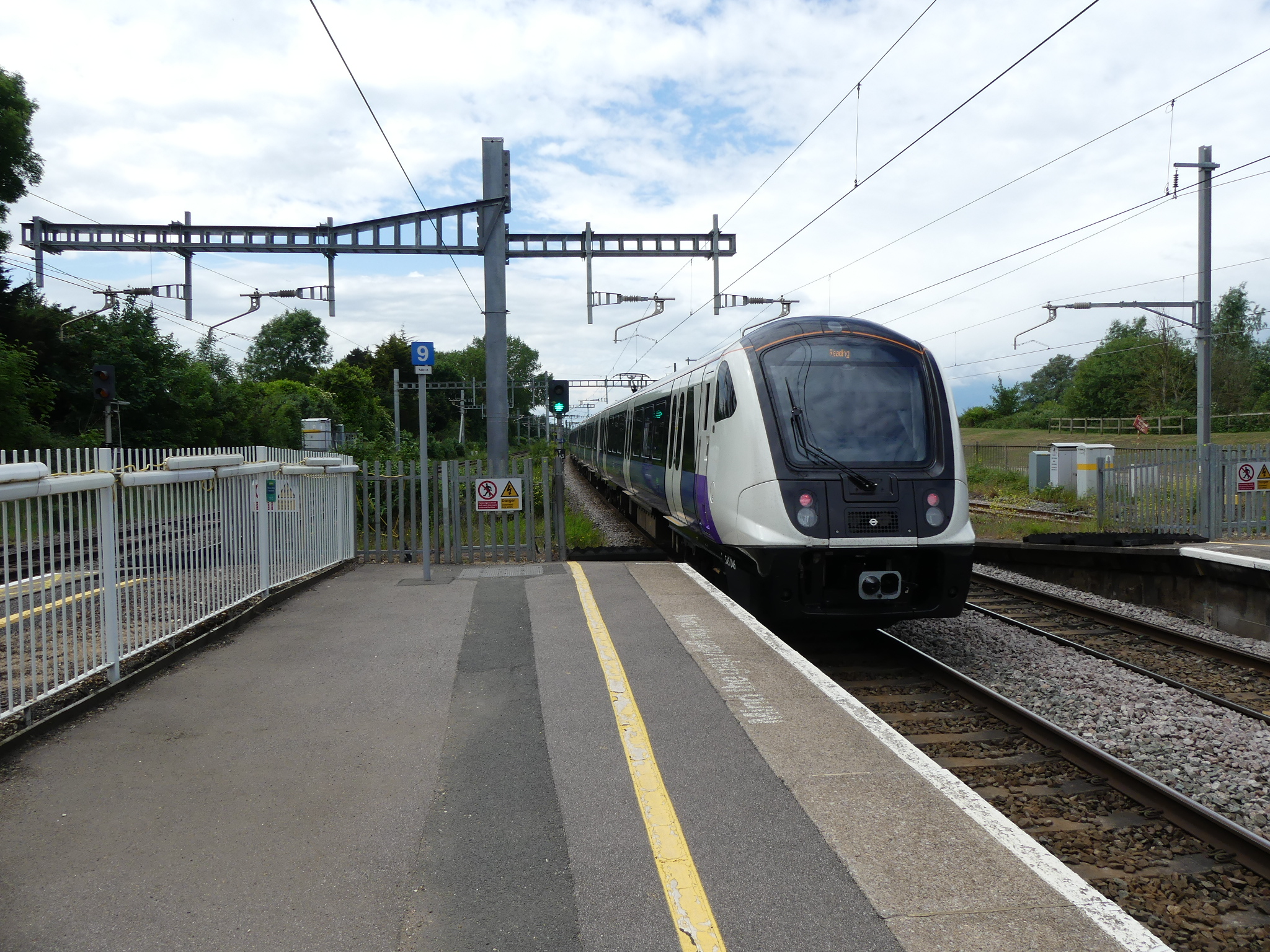
De Elizabeth line bij vertrek naar Reading.
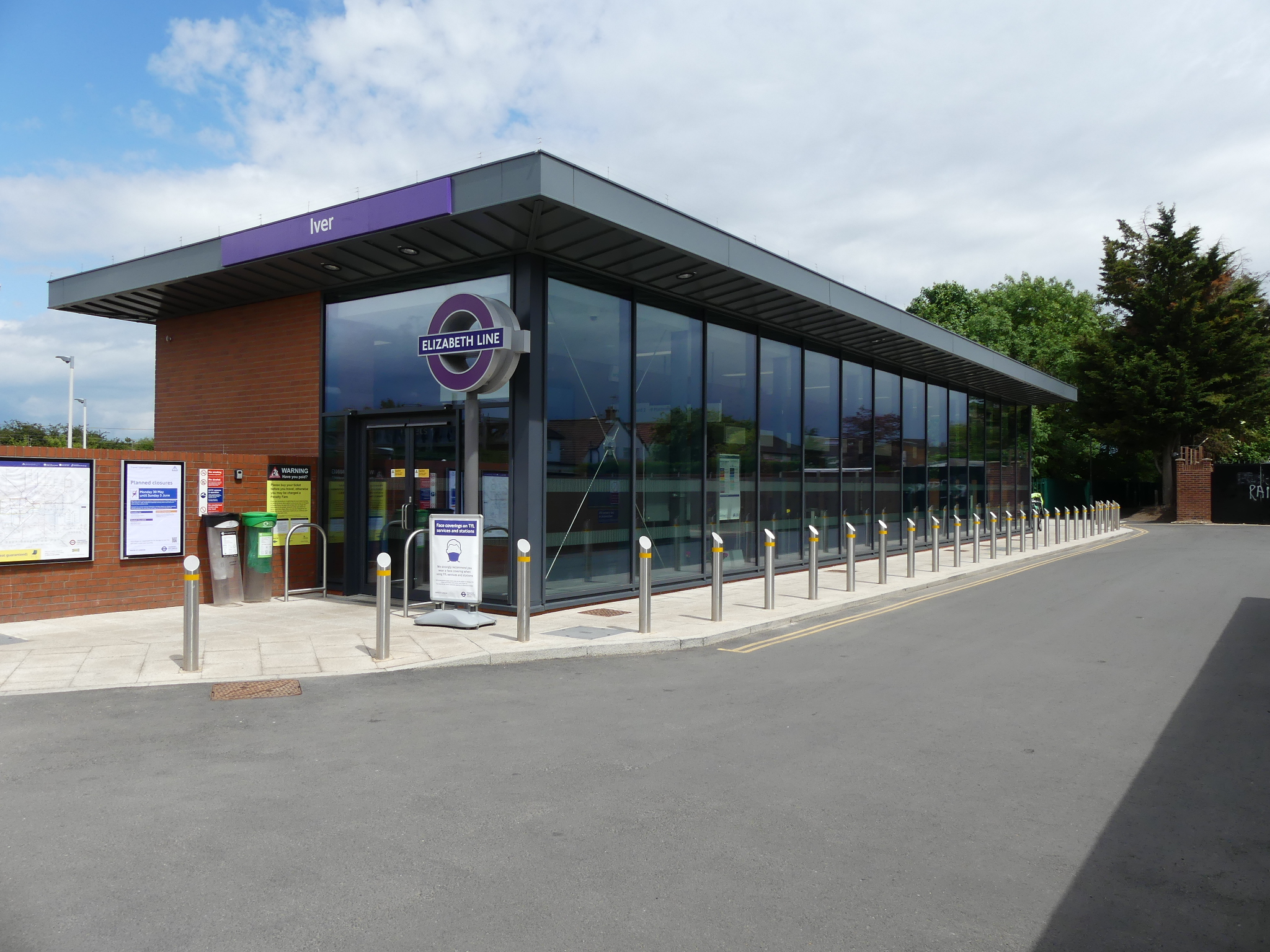
Het stationsgebouw uit 2019.

## Reizigersdienst
De diensten ten westen van Paddington worden sinds 24 mei 2022 gereden onder de naam Elizabeth line al moesten reizigers tot 6 november 2022 in Paddington overstappen tussen de bovengrondse perrons van het westelijke deel van de lijn en de ondergrondse perrons van het oostelijke deel van de Elizabeth line. Sindsdien rijden de treinen van/naar Abbey Wood verder door ten westen van Paddington, vanaf het voorjaar 2023 zullen ook de diensten uit Shenfield doorrijden tot Reading of Heathrow.
De normale dienst in de daluren omvat:
- 2 treinen per uur naar Abbey Wood
- 2 treinen per uur naar Maidenhead (maandag tot vrijdag).
- 2 treinen per uur naar Reading (weekend)